# Miquel Cabanelles Cladera
Miquel Cabanelles Cladera, batejat Miquel Josep Cabanelles Cladera (Sa Pobla, Mallorca, 20 de gener de 1760 - Madrid, 23 de desembre de 1830) fou un metge de la marina, destacat epidemiòleg, especialitzat en el tractament de la febre groga, i tractadista mèdic. És fill il·lustre de sa Pobla on hi té un carrer dedicat.

## Dades familiars
Miquel Cabanelles, fill d'Antoni i Magdalena, pertanyia a la rica família de propietaris rurals de Can Veret i era cosí de Cristòfol Cladera Company. El 1792 es va casar a Cartagena amb Ana Rodón i va tenir quatre fills: una nina i tres nins. La nina es va morir a Cartagena durant una epidèmia de febre groga. Una vegada arrelat a la península va vendre totes les seves propietats mallorquines.
Un dels seus fills, Miguel, va ser batle de Cartagena i un besnet seu va ser el General Miguel Cabanellas Ferrer, cap del directori militar entre el 24 de juliol de 1936 i el 21 de setembre de 1936 que dirigí la sublevació militar a l'inici de la Guerra Civil.

## Formació i carrera professional
Va estudiar les primeres lletres amb un capellà particular a Sa Pobla, després va seguir estudis amb els frares Caputxins de Palma, on fou novici, finalment estudià tres anys de filosofia a l'Estudi General Lul·lià, on es graduà com Batxiller. El 1781 s'han va anar a estudiar al Reial Col·legi de Cirurgia de Cadis. El 1785, acabats aquests estudis, va ingressar de cirurgià a l'Armada. Va començar a exercir a la fragata La Ventura, i així va arribar a Perú, on ocupà plaça de metge i cirurgià de la marina a l'Hospital de Bellavista i al presidi del Callao al Perú. La seva titulació no li permetia l'exercici de la seva professió fora de la marina, per la qual cosa va haver de repetir els estudis de medicina, a Mallorca (1789-1791) i revalidar el títol a Madrid l'any 1793.
Posteriorment, a partir de 1791 desenvolupà la seva activitat professional a l'Hospital del quarter d'Antiguones, depenent del departament naval de Cartagena. El 1794 exercí de metge a l'exèrcit del Rosselló, passant a exercir la medicina a Arenys de Mar (Catalunya). El 1798 va aconseguir una plaça de metge al Reial Hospital de Cartagena. Inspector General d'Epidèmies del Regne de València i Múrcia amb honors de metge de cambra del Rei (1805); en el moment de la seva mort exercia el càrrec de Sots-inspector General de Medicina i Cirurgia.
Entre els metges que l'influïren es compten Josep Masdevall, important epidemiòleg català, a qui va conèixer a Arenys de Mar; Ignacio Ruiz de Luzuriaga, soci de la Reial Acadèmia Mèdica i Josep Queraltó, que el va iniciar en la lluita contra la febre groga.

## Activitat científica
S'especialitzà en les malalties epidèmiques, especialment en la febre groga, i intervengué de manera destacada en diversos brots a Cartagena (1793 i 1804), Arenys de Mar (1795), Málaga, Cadis i Sevilla (1800). En diverses ocasions es contagià de les epidèmies que tractà.
En una època en què encara no se sabia la naturalesa vírica de la malaltia ni la seva transmissió per un mosquit, va promoure mesures d'aïllament dels malalts en hospitals i fumigacions amb olis minerals, que resultaren molt eficaces tot i no saber que eren insectífugues i repel·lents dels mosquits. A més va ordenar la dessecació de les basses d'aigua properes a les ciutats.
Durant l'epidemia de febre groga de Sevilla (1800), va experimentar sobre ell mateix portant la roba fumigada amb olis minerals d'un metge difunt pel contagi, demostrant, al seu parer, l'eficàcia profilàctica del tractament. Repetí amb èxit experiments semblants durant l'epidèmia de Cartagena (1804-1805), amb la seva pròpia família i diversos presos, el més important dels quals fou conegut amb el nom d'Experimento de Antiguones. Pocs anys després també va ser requerit per anar a Mazarron (Múrcia) on també hi havia febre groga i va aconseguir aturar el brot, aplicant aïllament dels afectats, ventilació dels locals, i fumigacions amb olis minerals. El 1810 dirigí la campanya de vacunació de València; 
Va ser membre de les reials acadèmies de medicina de Madrid (1795), Sevilla (1800), i Múrcia, i el 1815 participà en la redacció del Reglamento General de Sanidad.

## Obra publicada
- Memoria sobre el uso del opio en algunas especies de calenturas lentas nerviosas.
- Experimentos que para comprobar la virtud de los gases acido-minerales contra las semillas de la fiebre amarilla hizo por primera vez en la epidemia de Sevilla de 1800 en su propia persona el Doctor D. Miguel Cabanellas. Cartagena 1802.
- Observaciones sobre los gases acido-minerales, que por orden de D. José Queraltó hizo el Doctor Don Miguel Cabanellas. Cartagena 1802.
- Ciencia de vida o discurso phisiológico sobre la doctrina browniana en que se exponen clara, concisa y sencillamente, las causas que promovieron, sostienen y deben concluir nuestra existencia. Cartagena, 1802.
- Reglas para impedir la renovación, introducción y propagación de cualquier contagio. s/d
- Memoria para introducir en España las fumigaciones de Guiton Morveau con motivo del contagio de Cartagena. Madrid 1805.
- Memoria sobre la vacuna impresa para instrucción de los padres de familia de los reinos de Valencia y Murcia. Murcia, 1810
- Reparos del método curativo de la fiebre amarilla que acabó de imprimir D. José Furió.  Murcia, 1812
- Reglas para evitar en el presente año la reproducción e importación de la fiebre amarilla que destrozó a este país en el pasado, o su propagación en el caso que aconteciese sin que el vecindario o la guarnición tengan la menor cosa que temer. Murcia, 1812.
- Manifiesto del General Bassecourt, Presidente de la Junta Superior de Sanidad de Valencia, a todas las municipalidades del distrito de su mando, insertandolas el plan adoptado por D. Miguel Cabanellas, en la extinción del contagio de la villa de Mazarrón de 1810. Madrid, 1814
- Identidad entre el cálido innato de Hipócrates, naturaleza de Galeno, principio vital de Stall, incitabilidad de Brown, en defensa de la memoria Ciencia de la Vida. Madrid, 1814.
- Defensa de las fumigaciones ácido-minerales contra las razones expuestas por la comisión médica de Cádiz para destruirlas, Madrid, 1814
- Reflexiones sobre varios puntos de la breve descripción de la fiebre amarilla escrita por el Doctor D. Juan Manuel de Arejula, contrarios a las fumigaciones ácido-minerales. Madrid, 1814.